# Un amore perfetto (romanzo)
Un amore perfetto (Just Like Heaven) è un romanzo della scrittrice americana Julia Quinn pubblicato nel 2011. Il romanzo appartiene alla serie nota come Quartetto Smythe-Smith.

## Trama
Lady Honoria Smythe-Smith, giovane e determinata a trovare un marito, si presenta a Londra per una nuova Stagione. Per proteggerla dalle avance sconsiderate e dai piani stravaganti dei suoi pretendenti, il fratello Daniel, attualmente all'estero, affida in segreto a Marcus Holroyd, conte di Chatteris e amico di famiglia, il compito di vegliare su di lei. Quando un incidente colpisce Marcus, costringendolo a contrarre una grave infezione, Honoria si precipita in suo soccorso. Durante il periodo di cura, i due scoprono che il loro legame supera la mera amicizia, lasciando trasparire la nascita di un amore profondo e inaspettato.

## Edizioni
- Julia Quinn, Un amore perfetto. The Smythe-Smith Quartet (Vol. 1), Mondadori, 2023, ISBN 9788804761907.